# Hala Polonia
Hala Polonia – hala widowiskowo-sportowa w Częstochowie, znajdująca się na terenie dzielnicy Tysiąclecie, przy ulicy Dekabrystów 43. Oddana do użytku w 1986 roku. Administratorem hali jest Miejski Ośrodek Sportu i Rekreacji w Częstochowie.

## Przeznaczenie hali
Podstawowym przeznaczeniem hali jest organizacja imprez sportowych w takich dyscyplinach jak: piłka siatkowa, piłka koszykowa, piłka ręczna, futsal, badminton, tenis stołowy, tenis ziemny.

## Użytkownicy
Hala jest miejscem rozgrywek ligowych drużyny koszykarskiej Tytan Częstochowa. W przeszłości swoje mecze rozgrywali tu także siatkarze AZS-u Częstochowa, ale w 2012 roku drużyna przeniosła się do nowej hali sportowej przy ulicy Żużlowej. 
Rozgrywane jest w niej również wiele turniejów przede wszystkim w siatkówce, koszykówce i halowej piłce nożnej z udziałem częstochowskich drużyn amatorskich.
W obiekcie odbywają się również koncerty, imprezy artystyczne, seminaria, targi, spotkania religijne, bale sylwestrowe i studniówkowe.

## Budowa hali
Dane podstawowe:
- powierzchnia użytkowa – 5550,64 m²
- powierzchnia zabudowy – 2900,03 m²
- kubatura – 41969,00 m³
- widownia – maksymalnie 3015 miejsc siedzących

Obiekt składa się z 5 poziomów:
- poziom – 3,20 m (piwnice) obejmuje pomieszczenia techniczne, archiwum, lokal gastronomiczny, siłownia i szatnie,
- poziom 0,00 m  obejmuje pomieszczenia szatni dla kadry trenerskiej i zawodniczej, węzły sanitarno – higieniczne, saunę, magazyny, pokoje gościnne, salę konferencyjną oraz  arenę sportową,
- poziom + 2,70 m obejmuje pomieszczenia administracyjne Miejskiego Ośrodka Sportu i Rekreacji w Częstochowie oraz pokoje gościnne,
- poziom + 5,52 m obejmuje widownię stacjonarną wraz z pomieszczeniami toalet,
- poziom + 8,32 m obejmuje dalszą część widowni stacjonarnej i galerię przeznaczoną dla widzów stojących

Arena posiada wymiary: 27,0 m x 72,0 m. Może być dzielona za pomocą siatek na trzy niezależne sektory:
- lewy, o wymiarach 17,0 × 27,0 m,
- centralny, o wymiarach 27,0 x 38,0m,
- prawy o wymiarach 17,0 × 27,0 m.

Dzięki takiemu rozwiązaniu w hali ćwiczyć mogą jednocześnie trzy grupy treningowe.